# Novgorodská republika
Novgorodská republika (rusky Новгородская республика, Novgorodskaja respublika) je pozdní historický název pro ruský středověký stát existující ve 12. až 15. století s centrem v Novgorodu. Novgorod Veliký byl svébytným organismem s netypickým vnitřním uspořádáním i rozsahem ovládaného území (v církevní slovanštině Новгородская земьля, Novgorodskaja zemlja, latinsky Novogardie), které se rozkládalo na severu východní Evropy od Finského zálivu až k Uralu.

## Historie
Novgorodskými knížaty bývali zpočátku obvykle nejstarší synové velikého knížete kyjevského. Na samém počátku procesu rozpadu jednotného kyjevského státu se však Novgorod uvolnil ze svazku velkoknížecího vlastnictví. Roku 1136 povstali Novgorodští proti svému knížeti Vsevolodu Mstislaviči, vnuku Vladimíra Monomacha, a sesadili ho. Poté zde bylo zavedeno svébytné společenské zřízení, jež bývá v historiografii označováno jako „bojarská republika“. V jejím čele stál volený kníže, který byl do města zván pouze příležitostně, nesměl zde mít žádné příjmy, pozemkový majetek ani poddané a nebylo mu povoleno brát do ochrany zdejší obyvatele. Jeho rezidence se nacházela za městskými hradbami. Při svém příchodu do Novgorodu musel uzavřít s městem smlouvu. Pokud ji později porušil, byl z města vyhnán. Navzdory těmto nevýhodným podmínkám se Rurikovci postu novgorodského knížete ujímali rádi. Město bylo bohaté a aktivně se účastnilo obchodní výměny se západní Evropou, což bylo pro příchozí knížata lákavé. Kromě toho byli městem placeni za vojenskou ochranu a v případě vojenské akce získávali podíl na kořisti.

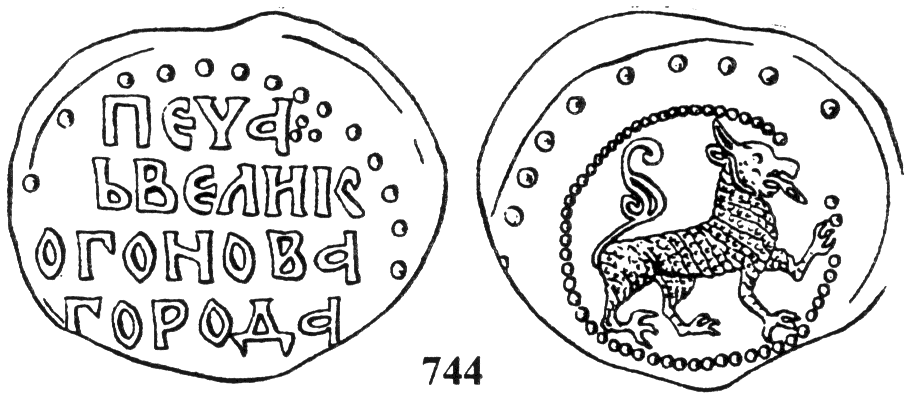
Novgorodská pečeť

Součástí snah o politickou samostatnost města bylo zavedení církevní autonomie. Od roku 1156 si Novgorod sám volil biskupa (vladyku), o devět let později si prosadil zřízení arcibiskupství.
Základem autonomie Novgorodu Velikého byl hospodářský rozvoj města jako významného obchodního centra, které mělo rozsáhlé vazby v Pobaltí. Z bezprostředního okolí Novgorodu byla poté šířena tributární závislost dále na severovýchod. Novgorod se stal svébytným mnohonárodnostním státním útvarem pod slovanským vedením s obrovským ekonomickým zázemím.
Novgorodská republika zanikla dobytím jejího území Ivanem III. a připojením státu k Moskevskému velkoknížectví.

## Symbolika

vlajka, znak:
vlajka v Knize všech království[1] (asi rok 1385)
znak v publikaci o Knize všech království[2]
šelma z novgorodské pečeti, rok 1426